# Melomys matambuai
Melomys matambuai är en däggdjursart som beskrevs av Tim Flannery, Colgan och Trimble 1994. Den ingår i släktet Melomys och familjen råttdjur. Enligt Catalogue of Life har den inga underarter. Arten förekommer endast på en ö utanför Papua Nya Guinea.

## Beskrivning
Arten är en medelstor råtta med en längd från nos till svansrot på 16 till 16,5 cm, en svanslängd på 17,5 till 18 cm, och en vikt på 170 till 200 g. Pälsen är gulbrun över jordbrun till gråbrun på ovansidan, medan undersidan, inklusive underläppen och delar av benen, är vita. Den nästan hårlösa svansen är brun med något ljusare undersida. Honan har endast fyra spenar, vilket tyder på en liten kullstorlek.

## Utbredning
Melomys matambuai är endemisk för ön Manus tillhörig Papua Nya Guinea och belägen norr om Nya Guinea.

## Ekologi
Arten är framför allt trädlevande, och har bland annat påträffats uppe i grenverket i en kakaoplantage och i en sagopalm. Under en forskningsexpedition 2013–2014 avbildades flera individer av kamerafällor placerade i trädens grenverk. IUCN har rödlistat arten som starkt hotad ("EN") på grund av det begränsade utbredningsområdet som inte är större än 2 354 km2, samt på grund av habitatförlust till följd av  byggnation och den omfattande uppodlingen av öns skogar.